# معركة أبين 2012
هجوم أبين 2012  هجوم شنه الجيش اليمني ضد مسلحي جماعة أنصار الشريعة و عناصر من تنظيم القاعدة ، في محافظة أبين بغرض استعادة المدن الخاضعة لسيطرة المسلحين في زنجبار وجعار.
بدأ الجيش هجوم واسع في 12 مايو 2012 لاستعادة جميع مناطق أبين الخارجة عن سيطرته. وأستمر القتال أكثر من شهر و قتل خلاله 567 شخصا، بينهم 429 المقاتلين الإسلاميين و 78 من الجنود، و 26 من مقاتلي القبائل و 34 مدنيا. و نجح الجيش اليمنى في استعادة زنجبار و جعار في 12 يونيو ، وأخرج المسلحين بعيداً بعد مواجهات عنيقة، و سقطت مدينة شقرة يوم 15 يونيو بيد الجيش اليمني ومسلحي القبائل المناصرين للجيش، وتراجع المسلحون إلى محافظة شبوة.

## التقدم المبكر
خلال 19 و 20 مايو، قتل 19 جنديا و 33 من المسلحين في القتال في جعار. وفي يوم 20 مايو تمكن الجيش من التقدم في الأحياء الشمالية الشرقية من زنجبار، وتمكن من السيطرة على العديد من المباني في المدينة إلا أن الجيش كان يتعرض لرصاص القناصة المسلحين.
مساء يوم 23 مايو، أقام مسلحون هجوما مضادا في منطقة "وادي بنى"، غرب جعار ، قتل خلاله 33-35 من المهاجمين وتسعة من الجنود. وذكر مسؤول عسكري أنه على الرغم من أن الجيش يحرز تقدما في زحفه على جعار إلا أنه يواجه مقاومة من المسلحين.
في 26 مايو، كثف الجيش هجومه في زنجبار، ولقي 20 من المتمردين مصرعهم في القتال ولقي حوالي 30 آخرين مصرعهم بقصف جوي بالطائرات الحربية عندما كانوا يحاولوا الفرار من المنطقة. وأعلن الجيش أن معظم المسلحين القتلى هم من الصومال . كما وجد الجنود جثث 25 مسلحا قتلوا في اشتباكات وقعت في وقت سابق في جعار ، وفي الوقت نفسه دمرت عبوة ناسفة زرعت على جانب الطريق سيارة عسكرية في ضواحي البلدة مما أسفر عن مقتل ثمانية جنود، وقتل 7 مسلحين آخرين في هجوم شنتة قوات الجيش على المنطقة.
في 31 مايو، أفادت الأنباء ان القتال جاري في الضواحي الشمالية والغربية من جعار ، حيث تقوم قوات الجيش مدعومة من مقاتلي القبائل بالهجوم على مواقع المتشددين.

## تصاعد القتال
في 2 يونيو، قصف مقر «اللواء 25 ميكا» بثلاثة صواريخ، مما أسفر عن مصرع جندي واحد وإصابة ستة آخرين بجروح.
في 3 يونيو، بعد تأمين ضواحي زنجبار، اقتحمت القوات العسكرية الجزء المركزي من المدينة حيث أعقب ذلك قتال عنيف مع المسلحين في وسط المدينة. وفي الوقت نفسه خاض المقاتلين الإسلاميين في معارك أخرى على الحافة الغربية من جعار.
في 4 يونيو، فرض الجيش حصار على بلده شقرا الخاضعة لسيطرة المسلحين، بعد 50 كم على طول الساحل شرق زنجبار، وذلك لاقتحام المدينة واستعادتها من المسلحين.
في 11 يونيو، قصفت القاعدة مناطق في الشمال والغرب من جعار وهاجم الجيش مصنع للذخائر على قمم التلال المطلة على المدينة. بعد ساعات من القتال استولى الجيش على المصنع.

## الاستيلاء على زنجبار، وجعار، وشقرة
في 12 يونيو نجح الجيش اليمنى في استعادة زنجبار وجعار، ودفع المسلحين بعيداً بعد مواجهات عنيفة داخل وحول المدينة على حد سواء. وأوقعت خسائر على الأقل 28 قتيلاً، وذكر سكان محليون ان المسلحين اتجهوا بالمركبات والأسلحة نحو الشرق صوب مدينة شقرة، ويقال أن المسلحين وزعوا منشورات في جعار للاعتذار للمواطنين عن جر المدينة للصراع وعن الأضرار الناجمة عن القتال مع الجيش.
ويقدر محافظ محافظة أبين جمال بن عقل أن حوالي 200-300 من المسلحين بما في ذلك القادة والمقاتلين الأجانب قد فروا شرقاً ويجري ملاحقتهم من قبل قوات الجيش.
أعاد الجيش اليمني فتح الطريق الرئيسية الواقعة بين جعار وعدن للمركبات والمسافرين لأول مرة منذ أكثر من عام. وأعلنت وزارة الدفاع اليمنية على موقعها على الإنترنت أن القوات البحرية اليمنية أغرقت عشرة قوارب تابعه للمسلحين، وكانوا يخططون للفرار بها من شقرة إذا لزم الأمر.
في 15 يونيو وبعد يومين المعارك العنيفة أعلن الجيش السيطرة على مدينة شقرة ، وأكد مقتل 57 على الأقل من المسلحين في الأشتباكات، مع معظم بقية الفارين إلى محافظة شبوة و مدينة عزان، أحد المعاقل الأخيرة للمسلحين. كما شهدت المناطق المجاورة قتال مكثف، وأشارت التقارير إلى مقتل 23 من المسلحين على الأقل يوم 14 يونيو أثناء الاشتباكات بالقرب من منشئات الغاز بالقرب من بلحاف. ولم تعلن قوات الحكومة عن خسائر الجيش وعن القتلى المدنيين.
في 17 يونيو، انسحبت القاعدة سلميا من مدينة عزان بعد وساطة قام بها شيوخ القبائل.

## مقتل قائد الجيش في الجنوب
في 18 يونيو وبعد يوم واحد من خروج مسلحي القاعدة وجماعة أنصار الشريعة من آخر معاقلها في محافظة شبوة، قتل اللواء سالم علي قطن قائد الحملة العسكرية على القاعدة بهجوم انتحاري في مدينة عدن أستهدف سيارته في أحد الشوارع ولقي جنديان آخران مصرعهما في الهجوم وأصيب اثني عشر شخصاً بجروح.

## أعقاب
في الأسابيع التي تلت سيطرة الجيش على المناطق الرئيسية في أبين كانت هناك حوادث وهجمات يشنها المسلحون وكان أولها في 1 أغسطس، عندما قامت مجموعة من المسلحين تقدر بعشرون مسلحاً بمهاجمة مركزا للشرطة في جعار في وقت متأخر من يوم الثلاثاء 1 أغسطس، مما أسفر عن مصرع أربعة ضباط وإصابة آخر.